# SMAR-100BPM
SMAR-100BPM — модернизированный вариант белорусского автомата серии VSK-100 под патрон 7,62 x 39 мм с компоновкой «булл-пап». Разработан производственно-техническим кластером «Устье».

## Описание
Автомат оснащён прибором беспламенной и малошумной стрельбы нового типа, у оружия улучшена кучность и точность боя.
Модернизация VSK-100 позволила повысить его тактико-технические характеристики. Изменения, внесённые в линейные параметры цевья и верхней накладки, незначительно увеличили его длину, также улучшена центровка автомата. При этом вес оружия не увеличился и у стрелка сохранилась возможность вести прицельную стрельбу, держа автомат одной рукой. В то же время появилась возможность устанавливать на оружие различного типа сошки. Стало удобнее осуществлять смену магазина благодаря выносу наружу тяги спускового механизма и укорачиванию рычага смены магазина. За счёт этого вдвое сокращено время его смены. Поднятая линия прицеливания позволила сократить время точного наведения оружия на цель. Увеличенная высота верхней накладки обвеса позволяет установить новые, откидывающиеся механические прицельные приспособления, способные работать отдельно либо совместно с оптическими или коллиматорными прицелами. В свою очередь отсутствие приклада обеспечило эффективное применение автомата в помещениях, в технике или выполнении задач в условиях плотной застройки населённого пункта.